# Boris Orieczkin
Boris Orieczkin (ur. w 1888 w Charkowie, zm. w 1943 w Kownie) – dziennikarz rosyjski. 

## Biogram
Urodzony w rodzinie znanych lekarzy jeszcze jako student rozpoczął współpracę z prasą. Pracował w "Kurierze Petersburskim" O. Notowicza i innych gazetach stołecznych i moskiewskich, prowadził kronikę w gazecie "Russkaja Mołwa" A. Tyrkowej i dział informacyjny porannych "Wiadomości giełdowych".
Po przewrocie bolszewickim i likwidacji wolnej prasy w sierpniu 1918 wyjechał na południe. Pracował w gazetach kijowskich ("Utro", "Wieczier") i odeskich ("Wiadomości Odeskie", "Jużnoje Słowo"). W początkach 1920 ewakuował się do Berlina. Redagował pismo "Russkij emigrant" (1920–1921) i inne. 
Od 1926 w Rydze pracował w kolegium redakcyjnej gazety "Siegodnia", odpowiadał za kwestie polityki zagranicznej i kronikę parlamentarną. Jako korespondent specjalny bywał w Kownie, Berlinie, Wilnie, Tallinnie. Od lipca 1935 do czerwca 1940 przedstawiciel i korespondent własny gazety "Siegodnia" na Litwie, pisał w "Głosie Litewskim", był redaktorem krótkotrwałego "Wieczerniego Echa". Pisywał także do Gazety Codziennej prowadzonej przez Józefa Mackiewicza. W 1943 rozstrzelany w getcie żydowskim w Kownie.

## Literatura
- Лазарь Флейшман, Юрий Абызов, Борис Равдин, Русская печать в Риге: из истории газеты Сегодня 1930-х годов, кн. I: На грани эпох, Stanford, 1997 (Stanford Slavic Studies, Vol. 13), с. 113 - 118.